# Gillesjön
Gillesjön är en sjö i Kristianstads kommun i Skåne och ingår i Skräbeåns huvudavrinningsområde. Sjön har en area på 0,254 kvadratkilometer och ligger 73 meter över havet. Sjön avvattnas av vattendraget Skräbeån (Alltidhultsån).

## Delavrinningsområde
Gillesjön ingår i det delavrinningsområde (624499-141549) som SMHI kallar för Inloppet i Raslången. Medelhöjden är 97 meter över havet och ytan är 15,04 kvadratkilometer. Räknas de 16 avrinningsområdena uppströms in blir den ackumulerade arean 306,18 kvadratkilometer. Avrinningsområdets utflöde Skräbeån (Alltidhultsån) mynnar i havet. Avrinningsområdet består mestadels av skog (87 procent). Avrinningsområdet har 1,43 kvadratkilometer vattenytor vilket ger det en sjöprocent på 9,5 procent.